# Iustin Monția
Iustin Monția (n. 18 septembrie 1883, Șicula, jud. Arad) a fost un deputat în Marea Adunare Națională de la Alba Iulia, organismul legislativ reprezentativ al „tuturor românilor din Transilvania, Banat și Țara Ungurească”, cel care a adoptat hotărârea privind Unirea Transilvaniei cu România, la 1 decembrie 1918.:p. 77

## Biografie
Iustin Monția a urmat studiile liceale la Timișoara și Beiuș, luând bacalaureatul în 1902. Ulterior a studiat Teologia la Arad pe care a absolvit-o în 1905. Tot în 1905, imediat după finalizarea studiilor, a fost ales preot în parohia natală, Șicula, care se pare că a fost păstorită în general de cei din familia sa. Odată ce a primit funcția de preot, Iustin Monția a luat parte la mișcările naționale ale vremii. A intrat în conflict cu autoritățile maghiare, în martie 1910 fiindu-i sistată congrua (mimimum de venit care i se cuvenea fiecărui slujitor al bisericii). De asemenea, după votarea Unirii, a fost persecutat de autoritățile maghiare, în special după desființarea gărzilor naționale. Din cauza militarismului său național și acțiunilor desfășurate de acesta în primăvara anului 1919 a fost arestat în timp ce se întorcea de la o înmormântare, dar a scăpat fără să fie grav vătămat.

## Activitatea politică
Iustin Monția a fost un delegat al circumscripției Ineu în Marea Adunare Națională de la Alba Iulia, votând Unirea. De asemenea, a fost ales în primul Parlament al României mari.